# Transformice
Transformice — комп'ютерна гра, багатокористувацький (мультиплеєрний) платформер, розроблений і випущений французами Жаном-Батістом ле Маршальдом та Мелані Крістін 1 травня 2010 року. «Transformice» є флеш-грою, тобто працює на основі технології Adobe Flash з використанням ActionScript 3.0. Гра використовує flash-порт фізичного рушія Box2D.

## Ґеймплей
Ґеймплей гри полягає у керуванні гравцем мишею, мета якої — подолати перешкоди, щоб дістатися до сиру і повернутися в нірку. Якщо гравець взяв сир і дістався до нори першим, то це зарахується йому в окремий пункт профілю «Зібрано сиру першим» («фести», від англ. слова first — перший). При проходженні рівнів ігровому персонажу допомагає миша-шаман, яка має можливість створювати різні фізичні об'єкти з метою допомогти мишам принести сир. Шаманом стає гравець з найбільшою кількістю очок, які гравець отримує за принесений в нору сир (16 очок за перше місце, 14 за друге, 12 за третє, 10 за інші місця, 1 за смерть). Після гри за шамана гравець отримує бали, рівні кількості врятованих ним мишей.

### Миша
Граючи за мишу, ви маєте лише одну мету — добратися до сиру і безпечно повернутися з ним норку. Мишею можна керувати за допомогою «стрілок» (←, →, ↑, ↓) або клавіш WASD. Миша вміє не лише бігати, але й стрибати, присідати, танцювати та багато іншого. Миші ідеально уособлюють соціум, в якому панує безлад, де ніхто не знає один одного і ніхто не знає, що збираються робити інші. Результатом є безладний біг мишей, іноді фатальний для більшості новачків. Існують техніки для прискорення миші та плигання по стінам («вж», від англ. слова wall jump — стрибок від стіни).

### Емоції
Миші і шамани можуть використовувати дев'ять анімованих емоцій, серед яких є танець, сміх, плач, поцілунок, лють, оплески, сон, рукачоло (також відоме, як facepalm) та конфетті. Також у новій версії (при оновленні гри) з'явилась можливість дати п'ять, обійнятись, поцілуватися, сісти, а також пограти в "камінь-ножиці-папір". У 2013 були додані емоції, які можна використовувати за допомогою цифр від 0 до 9 (шаман зможе використовувати їх, натиснувши shift + будь-яку цифру). 11 червня 2014 року була додана емоція flag waving (махати прапорцем), яка здійснюється за командою /f CodFlag (наприклад, /f ua).

Емоції, які були додані у 2013 році.

Команда "махання прапорцем" - /f ua

Емоції

### Шаман

Ітеми за кільцем

Шаман — це миша, яка може закликати різні фізичні об'єкти, які повинні допомогти мишам дістатися до сиру і повернутися з ним. Шаманом стає миша, що має найбільшу кількість очок. Після проходження раунду Шаман стає звичайною мишею, його бали обнуляються і в подальшому набираються знову. Від решти мишей Шаман відрізняється мітками на тілі і пір'ям на голові, також він може зайти в «норку», тільки якщо всі миші дійдуть до норки з сиром, або програють (впадуть у прірву). Шаманство поділяється на три режими - звичайний (normal mode), складний (hard mode) та божественний (divine mode). Вигляд шамана змінюється відповідно до режимів. Більшість предметів шамана мають бути викликані поряд з шаманом. В цьому випадку ви побачите синє коло навколо миші.

#### Звичайний режим
Асортимент предметів, доступних Шаману розгорнутий, але залежить від мапи. Доступний усім мишам, які шаманять. Результати шаманства додаються до статистики у колонці «Врятовані миші».

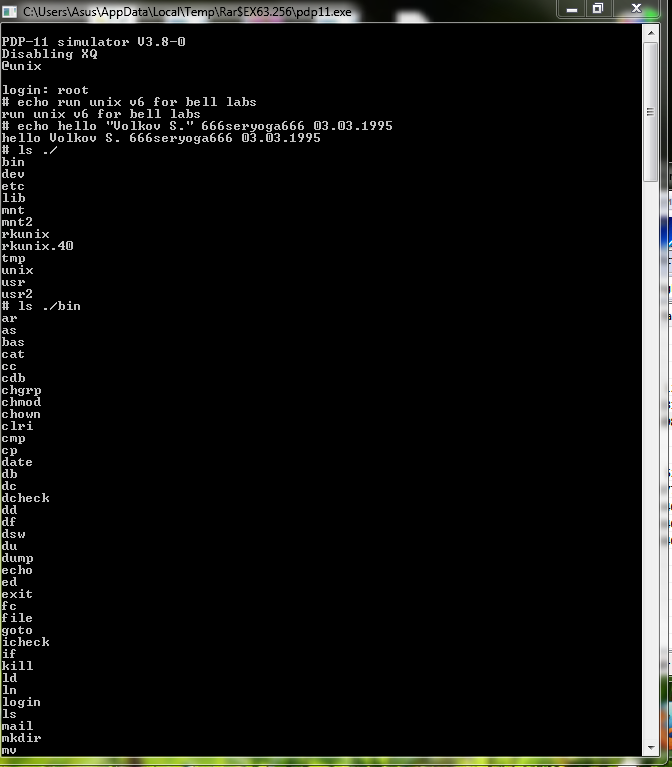
У складному режимі перо нахилене

#### Складний режим
Використовуючи складний режим, не можна користуватися спіритом (спалах, який не має радіусу і дозволяє надати мишам додаткове прискорення) та ставити червоні з'єднання. Режим доступний після 1000 врятованих мишей у звичайному режимі.
Шаман може в редакторі створити об'єкт (тотем) з двадцяти елементів в будь-яких зв'язках і потім на кожній карті один раз використати його. У шамана, який використовує складний режим, перо на голові нахилене. У статистиці є окрема колонка, в якій підраховуються миші, врятовані в цьому режимі.

#### Божественний режим

Зовнішній вигляд Шамана у божественному режимі

Режим доступний після 5000 врятованих мишей у звичайному режимі та 2000 у складному. Цей режим найважчий, адже у ньому відсутні як жовті, так і червоні з'єднання, доступні лише - сині. Щоб конструкція була більш стійкою, Шаман може використовувати з'єднання завдяки стрілкам (натиснувши цифру «1» та букву «М»), та їх кількість теж обмежена. У цьому режимі також відсутній спірит. У Шамана, який використовує божественний режим, перо на голові нахилене і з'являються крила. У статистиці є окрема колонка, в якій підраховуються миші, врятовані в цьому режимі.

#### Два шамани
На деяких картах може бути два шамана, що відрізняються кольором, написом з ніком та титулом (рожевий та блакитний). При чому іноді на карті є дві нірки різного кольору (відповідного кольору шамана), що передбачає конкуренцію між шаманами за сир (пвп, від англ. Player versus Player —гравець проти гравця): кожен шаман прагне відправити побільше мишей з сиром у свою нірку. Зазвичай, така конкуренція зводиться до спроб шаманів спочатку скинути один одного, а потім вже «займатися» мишами.

#### Якори або Кріплення
Якори використовуються для закріплення предметів, платформ та конструкцій.

Кріплення

|  | Кнопка | Призначення |
|  | ------ | --- |
|  | C      | Дозволяє прикріпити створюваний об'єкт до вже існуючого нерухомо. Це з'єднання відображається жовтої крапкою.                                                                                                 |
|  | V      | Дозволяє прикріпити створюваний об'єкт до вже існуючого рухомим з'єднанням (об'єкти можуть повертатися один щодо одного). Відображається блакитний крапкою.                                                   |
|  | B      | Створює глобальну прив'язку до об'єкта. Об'єкт з такою прив'язкою може бути прикріплений до будь-якого місця на карті і зможе обертатися навколо кріплення. Відображається червоною крапкою.                  |
|  | N/J    | Дозволяє прикріпити один об'єкт до іншого з'єднанням-мотором, об'єкти з'єднані таким чином будуть самі повертатися навколо з'єднання. Відображається блакитний точкою зі стрілочкою вказує напрямок повороту. |

## Мапи
У грі є 9 типів карт. Будь-який зареєстрований учасник, може сам створювати мапу і опублікувати її за 40 ігрових сирів, але також потрібно, щоб у гравця було 1000 зібраних сирів у статистиці. У кожній кімнаті ротуються мапи будь-якого типу за певною послідовністю. Після закінчення часу з'являється вікно голосування, де кожен гравець може відповісти на питання, чи подобається йому ця карта чи ні (не обов'язково). Поступово у карти набирається рейтинг у відсотках. Якщо у карти буде рейтинг менше 50%, то вона автоматично вилучається. 27 серпня 2010 з'явилося обмеження: карту можуть оцінювати гравці, що зібрали не менше 500 сирів.

## Кімнати
У грі існує безліч кімнат, які в будь-який час доступні гравцям. Щоб зайти у кімнату, гравцеві у ігровому чаті потрібно написати /room НазваКімнати. Кожен режим кімнат є особливий і має свою мету.

### Типи кімнат

Режими кімнат

| Transformice | Стандартний режим гри. В цих кімнатах програються карти, створені гравцями або адміністраторами. |  |
| Vanilla      | У цих кімнатах програються карти, створені адміністраторами гри. Вони досить прості для проходження і особливо припадуть до душі новачкам.                                                            |  |
| Survivor     | Обережно: Шаман хоче позбутись всіх мишей. Щоб стати переможцем, вам необхідно залишитись останньою мишею, яка вижила. Кожна карта триває одну хвилину і двадцять дев'ять секунд замість двох.        |  |
| Racing       | У кімнатах racing вам потрібно як найшвидше принести сир в нірку. Кожна карта триває одну хвилину і дві секунди замість двох.                                                                         |  |
| Music        | Тут ви можете ділитись улюбленою музикою зі своїми друзями під час гри. |  |
| Bootcamp     | Кімнати bootcamp призначені для гравців з досвідом. В них програються найскладніші мапи. Кожна карта триває шість хвилин замість двох.                                                                |  |
| Defilante    | Карти рухаються з певною швидкістю! Не відставайте! Щоб стати переможцем, потрібно пройти карту і зібрати найбільшу кількість очок.                                                                   |  |
| Module       | Модулі - міні-ігри, створені гравцями Transformice. Це місце для тих, хто хоче відкривати нові унікальні ігрові режими.                                                                               |  |
| Village      | Приходьте і відпочивайте у Селищі Мишей! Спілкуйтесь з друзями, купляйте певні нагороди і отримуйте заслужений відпочинок.                                                                            |  |
| Tribe-room   | У цій кімнаті ви зможете відпочивати з вашими співклановцями. Зазвичай, ці кімнати не мають часового обмеження та часто використовуються для AFK (від. англ. away from keyboard - не біля клавіатури) |  |

## Спільноти
Це міжнародні сервери, які існують у Transformice. На даний момент (04.02.2018) їх є 28. При вході у гру кожен гравець має можливість вибрати сервер, на якому він буде грати (за бажанням). У кожного сервера є свої модератори. Якщо на теренах серверу ви спілкуєтесь не національною (наприклад, на російському сервері - турецькою) або міжнародною мовою (англійською), то у вас є загроза отримати бан (за англ. ban — обмеження певних прав користувача). 
| Спільнота                  | Мова             | Код      |
| -------------------------- | ---------------- | -------- |
| міжнародна                 | будь-яка         | GB       |
| англійська                 | англійська       | -        |
| французька                 | французька       | FR       |
| бразильська                | португальська    | BR       |
| іспанська                  | іспанська        | ES       |
| турецька                   | турецька         | TR       |
| польська                   | польська         | PL       |
| російська\українська       | мови СНД         | RU\UA    |
| китайська                  | китайська        | CN       |
| норвезька\шведська\данська | регіональна      | NO\SE\DK |
| угорська                   | угорська         | HU       |
| нідерландська              | нідерландська    | NL       |
| румунська                  | румунська        | RO       |
| індонезійська              | індонезійська    | ID       |
| німецька                   | німецька         | DE       |
| арабська                   | арабська         | -        |
| тагальська                 | таґальська       | PH       |
| японська                   | японська         | JP       |
| фінська                    | фінська          | FI       |
| італійська                 | італійська       | IT       |
| литовська                  | литовська        | LT       |
| ізраїльська                | іврит\арабська   | IL       |
| чеська\словацька           | чеська\словацька | CZ       |
| хорватська                 | хорватська       | HR       |
| болгарська                 | болгарська       | BG       |
| латвійська                 | латиська         | LV       |
| естонська                  | естонська        | EE       |
| португальська              | португальська    | PT       |

## Події
Група адміністраторів зазвичай радують гравців цікавими оновленнями. Починаючи з 2010-2011 року, головними подіями у Transformice є: Хелловін, Різдво, День Святого Валентина, Риболовля та Великдень. 
| Назва                        | Початкова дата | Дата закінчення | Опис |
| ---------------------------- | -------------- | --------------- | --- |
| Хелловін 2010                | 22 жовтня      | -               | Вся подія відбувається на карті 666, сир має крила і регулярно переміщується з будь-якої точки на карті, а гравці, які літають на мітлах, намагаються дістатись до сиру. |
| Різдво 2010                  | 10 грудня      | 2 січня         | У будь-якій точці карти на початку раунду з'являється подарунок, який можна обміняти на Карті 888. Гравці можуть обмінюватися подарунками з іншими мишами, подарувати їх або просто зберігати подарунки собі. Також добавлені "сніжки", якими можна кидатись. |
| День Святого Валентина 2011  | 13 лютого      | 26 лютого       | Одна миша випадково перетворюється на Амура і повинна стріляти стрілами у трьох випадкових мишей, щоб зробити їх рожевими. Ці три рожеві миші обмінюються подарунками з іншими рожевими мишами та отримують подарунки. |
| Риболовля 2011               | 31 березня     | 30 квітня       | Подія відбувається на карті 777. Замість того, щоб взяти сир і віднести його у нірку, у гравців була інша задача - за дві хвилини спробувати зловити в трьох окремих акваріумах призи або сир за допомогою вудки. |
| Великдень 2011               | 24 квітня      | 27 травня       | Під час цієї події пасхальні яйця розташовані у певному місці на певних картах у vanilla. |
| Хелловін 2011                | 18 жовтня      | 16 грудня       | Головна мета гравців - взяти сир і не потрапити до лап миші-вампіра. Подія відбувалась на новій карті, яка мала назву "Map Tigrounette". |
| Різдво 2011                  | 16 грудня      | 16 січня        | На карті у випадковому місці з'являється подарунок. Взявши, миша може відкрити його та отримати приз. |
| День Святого Валентина 2012  | 7 лютого       | 17 лютого       | На карті з'являється ресторан, де миші можуть натиснути на стілець, щоб сісти на нього і поцілувати іншу мишу. Цілуючи іншу мишу чотири рази, обидві отримують подарунки. |
| Карнавал 2012                | 17 лютого      | 28 лютого       | Подія відбувається на карті 555. Миші повинні кинути конфетті 5 разів, натиснувши "E". |
| Риболовля 2012               | 1 квітня       | 23 квітня       | Подія відбувається посеред моря, де встановлений корабель. Мишам потрібно добратись на другий бік берегу, але зробити це надзвичайно важко, адже шторм буде перешкоджати вашій подорожі. |
| Великдень 2012               | 13 квітня      | 21 травня       | ~ 2011 |
| Хелловін 2012                | 19 жовтня      | 8 листопада     | На карті випадково з'являтимуться привиди та скелети. Якщо вони безпосередньо торкнуться вашої мишки, це відбере у вас 1 з 4 життів. |
| Різдво 2012                  | 1 грудня       | 31 грудня       | Щоб отримати елементи з календаря, гравцям потрібно заходити у гру кожен день та чекати, поки івентська карта не буде відтворена. Потім потрібно буде знайти номер на карті, який буде дорівнювати поточній даті (наприклад, якщо за вікном 4 грудня, то вам потрібно на карті знайти номер 4) |
| День Святого Валентина 2013  | 14 лютого      | 4 березня       | Головна мета події - ловити серця на карті. За допомогою цих сердець ви можете придбати певні елементи, а також розблокувати титули. |
| Карнавал 2013                | 17 лютого      | 28 лютого       | ~ 2012 |
| Великдень 2013               | 29 березня     | 18 квітня       | Коли починається івентська карта, ви стаєте пасхальним кроликом замість шамана. Ви у ролі "злодія", пасхального кролика повинні уникати гравців якнайдовше! |
| День Захисту Дітей 2013      | 23 квітня      | -               | Це прекрасна можливість для нас відсвяткувати це свято з нашими турецькими друзями і відкрити для себе ексклюзивні речі, які знаходяться у магазині, і які пов'язані з Туреччиною, - в тому числі і дуже очікувана ТУРЕЦЬКА ШАПКА! |
| Риболовля 2013               | 5 серпня       | 3 вересня       | ~ 2012 |
| Хелловін 2013                | 17 жовтня      | 6 листопада     | ~ 2012 |
| Різдво 2013                  | 13 грудня      | -               | ~ 2012 |
| День Святого Валентина 2014  | 14 лютого      | 3 березня       | Мета полягає в тому, щоб обмінюватися подарунками між друзями / партнерами, говорячи різні фрази французькою мовою. |
| День Святого Патріка 2014    | 17 березня     | -               | |
| Великдень 2014               | 19 березня     | 5 квітня        | ~ 2012 |
| День Захисту Дітей 2014      | 23 квітня      | 28 квітня       | Під час цієї події вам доведеться зібрати прапори на спеціальній карті і віднести їх на основний майданчик. |
| Карнавал 2014                | 29 березня     | 14 квітня       | Ви разом з іншими мишами розміщуєтеся всередині автомобіля. Головною метою цієї карти є дістатися до іншого боку, в той час, коли ви знаходитесь в автомобілі, щоб отримати сир, за допомогою шамана. |
| Риболовля 2014               | 9 липня        | 1 вересня       | Під час риболовлі ви можете виловити реліквії. Кожна реліквія складається з 11 частин: 10 фрагментів та 1 реліквії (частина 11). За кожну зібрану реліквію ви отримаєте нагороду. |
| Хелловін 2014                | 23 жовтня      | 1 грудня        | На спеціальній карті будуть дві стрілки, які будуть вказувати куди йти мишам. Ви повинні перейти до одного з цих місць, де вказують стрілки протягом трьох секунд. На одній з ділянок, вас чекає цукерка. Проте в іншому районі вас чекає сюрприз. Список можливих сюрпризів включає падіння, автоматичне вбивство, кубики льоду, кульки та бомби. Наступна спеціальна карта - це карта ігрових автоматів, призначена для обміну ваших цукерок на нагороди. |
| Різдво 2014                  | 4 грудня       | 6 лютого 2015   | ~ 2013 |
| Шаман (додано навички) 2015  | 6 лютого       | 3 квітня        | |
| Великдень 2015               | 3 квітня       | 3 червня        | ~ 2012 |
| День Захисту Дітей 2015      | 23 квітня      | -               | Мишам потрібно дістати предмети з коробки і прикрасити ними школу. |
| Риболовля 2015               | 3 червня       | 8 серпня        | ~ 2014 |
| День Незалежності США 2015   | 3 липня        | 10 липня        | Карта відтворюється випадково, гравець повинен натиснути на книжку, що тримає в руках Статуя Свободи, щоб отримати кусок карти. Після збору всіх частин карти, інструкція показує, що робити для завершення події. |
| День взяття Бастилії 2015    | 10 липня       | 20 липня        | На карті ви можете натиснути на будь-яку частину Ейфелевої Вежі, щоб переключити світло деяких частин. Метою гравця є освітлення всіх частин Ейфелевої Вежі. |
| Назад у Школу 2015           | 8 серпня       | 6 жовтня        | Подія проводиться у формі шкільних тестів. Якщо гравець проходить тест - отримає A + елемент. В іншому випадку, якщо гравцю не вдається пройти тест, то він отримує F- елемент. |
| День Незалежності Індії 2015 | 14 серпня      | 26 серпня       | На карті буде миша, що стоїть посередині, виконуючи певну дію (плаче, плескає, танцює тощо). Станьте біля миші і повторюйте її дії. |
| Хелловін 2015                | 6 жовтня       | 4 грудня        | ~ 2014 |
| Різдво 2015                  | 4 грудня       | 1 січня 2016    | Цього року миші можуть розібрати подарунки. Червоні подарунки розкидані по всій карті. Ми можете нажати кнопку "торгувати", щоб почати торгівлю з іншою мишею, натомість ви отримаєте зелений подарунок. Як в червоних, так і в зелених подарунках містяться різноманітні елементи. |
| Астрологічні Пригоди 2016    | 1 січня        | 8 січня         | Мишам потрібно зібрати всі 12 астрологічних сирів за допомогою інших мишей з іншим астрологічним сиром на спеціальній карті (це не працює на звичайних картах). Отримати сир від іншої миші можна, давши їй "п'ять". |
| Богоявлення 2016             | 8 січня        | 15 січня        | На карті гравцям потрібно зібрати чизкейк і доставити їх королю Fromagnus. Одна миша зможе зібрати лише 1 шматочок чизкейку на одну карту. |
| Пілотування 2016             | 15 січня       | 22 січня        | Миші потрібно буде дібратись з одного кінця карти в інший на саморобній повітряній кулі. Їй буде перешкоджати вітер. |
| Обійми 2016                  | 22 січня       | 29 січня        | На мапі є дві команди мишей - рожева та синя (обираються випадково). Ця пригода спрямована на проходження перешкод, щоб у підсумку обійняти мишу з іншої команди, отримавши нагороду. |
| Бабак 2016                   | 29 січня       | 5 лютого        | Ця пригода спрямована на те, щоб пробудити Шарлотту. |
| Дракон 2016                  | 5 лютого       | 12 лютого       | Мишам потрібно піднятись на синього дракона, що рухається. На карті гравцям потрібно зібрати елемент - ліхтар. |
| День Святого Валентина 2016  | 12 лютого      | 19 лютого       | На спеціальній карті у лівому верхньому куті екрану буде нікнейм випадково обраної миші, з якою, щоб отримати нагороду, вам потрібно поцілуватись. Та замість нікнейму на початку раунду у вас будуть пропуски, які потрібно поступово заповнити, поцілувавши будь-яку іншу мишу. |
| Карнавал 2016                | 19 лютого      | 26 лютого       | На спеціальній карті будуть три карети і три команди. Виграє та команда, яка прибуде на фініш першою, натискаючи якнайшвидше стрілки "вправо" та "вліво". |
| Дощ 2016                     | 26 лютого      | 4 березня       | Миші стоять на платформі, яка знаходиться на верхівці карти. Через 10 секунд платформа зникає, і у рандомному русі миші у кінці карти падають у комірки, отримуючи ягоди, які пізніше можна обміняти на нагороди. |
| Армагедон 2016               | 4 березня      | 11 березня      | Ваша задача - віднести перо на платформу, яка знаходиться внизу, та вам буде перешкоджати Бог Наковалень, який намагатиметься вбити вас лазером. |
| День Святого Патріка 2016    | 11 березня     | 18 березня      | |
| Кухонна Вечірка 2016         | 18 березня     | 25 березня      | Ця подія спрямована на співпрацю та спілкування гравців. Гравці повинні стежити за рецептом, який висвічується на підвісній дошці. Їм потрібно стрибнути в горщик для приготування їжі з певним інгредієнтом, необхідним для рецепту. |
| Шаман 2016                   | 25 березня     | 1 квітня        | Була створена кімната village, куди миші можуть прийти за нагородою або просто для відпочинку. |
| Перегони 2016                | 1 квітня       | 8 квітня        | За проходження кожної racing-карти, гравець отримує прапорець, який пізніше зможе обміняти на нагороду у village. |
| Великдень 2016               | 8 квітня       | 15 квітня       | |
| Динозавр 2016                | 15 квітня      | 29 квітня       | Мишам потрібно зібрати 25 оранжевих гвинтиків і повернути їх до машини часу. |
| Пірат 2016                   | 29 квітня      | 13 травня       | ~ Риболовля |
| Ніндзя 2016                  | 13 травня      | 27 травня       | Мета цієї події - зібрати 26 сувіїв, які є наприкінці кожної карти. |
| Риболовля 2016               | 10 червня      | 1 липня         | ~ 2014 |
| Город 2016                   | 1 липня        | 2 вересня       | У вас є 6 с ділянок та 90 секунд. Вам доведеться продемонструвати вашу швидкість та кмітливість! Коли ви натискаєте на порожній слот, вікно покаже вам, що можна зробити. Виберіть будь-яке насіння і посадіть його в ґрунт. |
| Назад у Школу 2016           | 2 вересня      | 14 жовтня       | ~ 2015 |
| Хелловін 2016                | 14 жовтня      | 2 грудня        | Загальною метою цієї події є збір цукерок (які доступні майже на всіх спеціальних картах) та використання їх на карті казино. |
| Різдво 2016                  | 2 грудня       | 27 січня 2017   | ~ 2015 |
| Новий Рік 2017               | 30 грудня      | 13 січня 2017   | ~ 2016 |
| Богоявлення 2017             | 13 січня       | 27 січня        | ~ 2016 |
| Дракон 2017                  | 27 січня       | 10 лютого       | ~ 2016 |
| День Святого Валентина 2017  | 10 лютого      | 24 лютого       | ~ 2016 |
| Карнавал 2017                | 24 лютого      | 10 березня      | ~ 2016 |
| День Святого Патріка 2017    | 10 березня     | 24 березня      | ~ 2016 |
| Дощ 2017                     | 24 березня     | 14 квітня       | ~ 2016 |
| Великдень 2017               | 14 квітня      | 12 травня       | Вам потрібно зібрати елементи, які будуть розташовані на кожній карті. За певну кількість зібраних елементів ви отримаєте нагороду. |
| Обійми 2017                  | 12 травня      | 2 червня        | ~ 2016 |
| Риболовля 2017               | 2 червня       | 28 липня        | На спеціальній карті ви появитесь посеред океану на човні. Ваша мета - знайти і острів, і "вирибалити" певний елемент. Обережно! Вам буде перешкоджати вітер. |
| Чарівник 2017                | 28 липня       | 29 вересня      | Подія триває з декількох етапів. Вам потрібно буде принести на певну точку карти певну кількість елементів (наприклад, дрова чи каміння). |
| Хелловін 2017                | 29 вересня     | 1 грудня        | ~ 2016 |
| Різдво 2017                  | 1 грудня       | 2 лютого 2018   | ~ 2016 |
| Армагедон 2018               | 2 лютого       | 16 лютого       | ~ 2016 |
| День Святого Валентина 2018  | 16 лютого      | 2 березня       | ~ 2016 |

## Титули
Маленькі підписи під нікнеймом у грі називаються титулами. Титули видаються автоматично за певні досягнення у грі.

#### Зібрано сиру
| #   | Назва                | Title (англ.)            | Titre (фр.)               | Título (порт.)           | Титул (рос.)                                  | Титул (укр.)                                 | Título (ісп.)            | Ünvan (тур.)          |
| --- | -------------------- | ------------------------ | ------------------------- | ------------------------ | --------------------------------------------- | -------------------------------------------- | ------------------------ | --------------------- |
| 0   | Початковий титул.    | Little Mouse             | Souris Grise              | Ratinho                  | Маленькая Мышь                                | Маленька Миша                                | Ratoncito                | Minik Fare            |
| 5   | Зібрати 5 сиру.      | Greedy Mouse             | Souris Gourmande          | Rato Ambicioso           | Жадина                                        | Скнара                                       | Ratón Glotón             | Açgözlü Fare          |
| 6   | Зібрати 20 сиру.     | Here ! Cheese !          | Là ! Fromage !            | Olha! Queijo!            | Сюда! Сыыыыр!                                 | Сюди! Сиииир!                                | ¡Aquí!¡Queso!            | Peynir Buldum !       |
| 7   | Зібрати 100 сиру.    | Yeeeeah Cheese ^^        | Owi Fromage ^^            | Obaaaaa Queijo ^^        | Даааа, Сыыыр ^^                               | Таааа, Сииир ^^                              | Síiiiiii Queso ^^        | Eveeeet Peynir ^^     |
| 8   | Зібрати 200 сиру.    | Cheeeeeese *-*           | Fromaaaage *-*            | Queeeeeijo *-*           | Сыыыыыыыр *-*                                 | Сииииииир *-*                                | Queeeeeeso *-*           | Peynirrrrrr *-*       |
| 35  | Зібрати 300 сиру.    | Activist Mouse           | Souris Militante          | Rato Militante           | Активная мышь                                 | Активна миша                                 | Ratón Activista          | Eylemci Fare          |
| 36  | Зібрати 400 сиру.    | Unionized Mouse          | Souris Syndiquée          | Rato Sindicalista        | Союзник или Союзница                          | Союзник або Союзниця                         | Ratón Sindicalizado      | Sendikalı Fare        |
| 37  | Зібрати 500 сиру.    | Mouse on Strike          | Souris en Grève           | Rato em Greve            | На Кураже                                     | На Куражі                                    | Ratón en Huelga          | Fare Grevde           |
| 26  | Зібрати 600 сиру.    | Glutton Mouse            | Souris Gloutonne          | Rato Guloso              | Обжора                                        | Ненажера                                     | Ratón Tragón             | Obur Fare             |
| 27  | Зібрати 700 сиру.    | Gleany                   | Grapilleuse               | Apanhador de Queijos     | Мышка-побирушка                               | Мишка-ненажера                               | Recolector               | Öğütücü               |
| 28  | Зібрати 800 сиру.    | Plumpy Mouse             | Souris Dodue              | Rato Fofinho             | Пухлая Мышь                                   | Пухла Миша                                   | Ratón Gordito            | Şişko Fare            |
| 29  | Зібрати 900 сиру.    | Paunchy Mouse            | Souris Ventrue            | Sr. Barriga              | Пузатая Мышь                                  | Пузата Миша                                  | Ratón Barrigón           | Göbekli Fare          |
| 30  | Зібрати 1,000 сиру.  | Chubby Mouse             | Souris Joufflue           | Gorducho                 | Щекастик                                      | Щокастик                                     | Ratón Regordete          | Tombik Fare           |
| 31  | Зібрати 1,100 сиру.  | Fluffy Mouse             | Bouboule                  | Rato Peludinho           | Пушистик                                      | Пухнастик                                    | Ratón Esponjado          | Pofuduk Fare          |
| 32  | Зібрати 1,200 сиру.  | Tubby Mouse              | Patapouffe                | Rato Obeso               | Бочонок                                       | Бочонок                                      | Ratón Gordinflón         | Bodur Fare            |
| 33  | Зібрати 1,300 сиру.  | The Chubby               | La Rondouillarde          | O Fofão                  | Колобок                                       | Колобок                                      | El Regordete             | Tombiş                |
| 34  | Зібрати 1,400 сиру.  | The Puffy                | La Boursoufflée           | O Sedentário             | Плюшка                                        | Плюшка                                       | Tubby Mouse              | Puf                   |
| 38  | Зібрати 1,500 сиру.  | The Cheese Initiated     | Initiée du Fromage        | O Recruta do Queijo      | Посвященный в Сыр                             | Посвячений в Сир                             | Iniciado en el Queso     | Peynir Talebesi       |
| 39  | Зібрати 1,600 сиру.  | The Cheese Adept         | Adepte du Fromage         | O Viciado em Queijo      | Сырный Адепт                                  | Сирний Адепт                                 | Adepto del Queso         | Peynir Üstadı         |
| 40  | Зібрати 1,700 сиру.  | The Cheese Priest        | Prêtresse du Fromage      | O Guardião do Queijo     | Сырный Жрец или Сырная Жриц                   | Сирний Жрець або Сирна Жриця                 | Sacerdote del Queso      | Peynir Rahibi         |
| 41  | Зібрати 1,800 сиру.  | The Reaper               | La Moissonneuse           | Mestre do Queijo         | Жнец                                          | Жнець                                        | El Segador               | Biçerdöver            |
| 72  | Зібрати 2,000 сиру.  | Cheese Finder            | Chercheuse De Fromage     | Rato Sherlock            | Сырный Сыщик                                  | Сирний Детектив                              | Encuentraquesos          | Peynir Kaşifi         |
| 73  | Зібрати 2,300 сиру.  | Cheese Knight            | Chevalier Fromage         | Cavaleiro do Queijo      | Сырный Рыцарь                                 | Сирний Лицар                                 | Caballero del Queso      | Peynir Şövalyesi      |
| 74  | Зібрати 2,700 сиру.  | Cheesegrubber            | Cheesegrubber             | Cheesegrubber            | Сырохват                                      | Сирохват                                     | Tomaquesos               | Peynir Kurdu          |
| 75  | Зібрати 3,200 сиру.  | Fatty                    | Grassouillette            | Seboso                   | Жирок                                         | Жирок                                        | Gordito                  | Dobiş                 |
| 76  | Зібрати 3,800 сиру.  | Stout Mouse              | Souris Robuste            | Rato Robusto             | Смелая Мышь                                   | Смілива Миша                                 | Ratón Fuerte             | Tıknaz Fare           |
| 77  | Зібрати 4,600 сиру.  | Cheese Lover             | Amoureuse Du Fromage      | Amante de Queijo         | Любитель Сыра                                 | Любитель Сиру                                | Amante del Queso         | Peynir Sever          |
| 78  | Зібрати 6,000 сиру.  | Camembert                | Camembert                 | Camembert                | Камамбер                                      | Камамбер                                     | Camembert                | Camembert             |
| 79  | Зібрати 7,000 сиру.  | Pont-L'Évêque            | Pont-L'Évêque             | Pont-L'Évêque            | Pont-L'Évêque                                 | Pont-L'Évêque                                | Pont-L'Évêque            | Pont-L'Évêque         |
| 80  | Зібрати 8,000 сиру.  | Cheese Catcher           | L'Attrape Fromage         | Pega-Queijo              | Сыролов                                       | Сиролов                                      | Coleccionista            | Koleksiyoncu          |
| 81  | Зібрати 9,001 сиру.  | It's Over 9000           | It's Over 9000            | It's Over 9000           | It's Over 9000                                | It's Over 9000                               | It's Over 9000           | It's Over 9000        |
| 82  | Зібрати 10,000 сиру. | Collector                | Collectionneuse           | Colecionador             | Коллекционер                                  | Колекціонер                                  | Collector                | Collector             |
| 83  | Зібрати 14,000 сиру. | Cheeseleader             | Cheeseleader              | Cheeseleader             | Сырлидер                                      | Сирлідер                                     | Cheeseleader             | Cheeseleader          |
| 84  | Зібрати 18,000 сиру. | Cheese Thief             | Voleuse De Fromage        | Ladrão de Queijos        | Воришка                                       | Злодюжка                                     | Ladrón de Queso          | Peynir Hırsızı        |
| 85  | Зібрати 22,000 сиру. | Cheese Creator           | Fromagère                 | Criador do Queijo        | Сыровар                                       | Сировар                                      | Creador de Queso         | Peynir Yaratıcısı     |
| 86  | Зібрати 26,000 сиру. | Cheese Pizza             | Pizza Fromage             | Pizza de Queijo          | Сырная Пицца                                  | Сирна Піца                                   | Pizza de Queso           | Peynirli Pizza        |
| 87  | Зібрати 30,000 сиру. | Cheese Minister          | Ministre Du Fromage       | Ministro do Queijo       | Министр Сыра                                  | Міністр Сиру                                 | Ministro del Queso       | Peynir Bakanı         |
| 88  | Зібрати 34,000 сиру. | Prodigy Mouse            | Souris Prodigieuse        | Rato Prodígio            | Одаренная Мышь                                | Обдарована Миша                              | Ratón Prodigioso         | Olağanüstü Fare       |
| 89  | Зібрати 38,000 сиру. | Princess Of Transformice | Princesse De Transformice | Princesa do Transformice | Принц Transformice или Принцесса Transformice | Принц Transformice або Принцеса Transformice | Princesa de Transformice | Transformice Prensesi |
| 90  | Зібрати 42,000 сиру. | Cheesoholic              | Fromalcoolique            | Queijólatra              | Сыроголик                                     | Сироголік                                    | Quesohólico              | Peynirkolik           |
| 91  | Зібрати 46,000 сиру. | The Cheesen One          | The Cheesen One           | The Cheesen One          | Сырная Элита                                  | Сирна Еліта                                  | The Cheesen One          | The Cheesen One       |
| 92  | Зібрати 50,000 сиру. | Sailor Mouse             | Sailor Mouse              | Sailor Mouse             | Сейлор Мышь                                   | Сейлор Миша                                  | Sailor Mouse             | Sailor Mouse          |
| 234 | Зібрати 55,000 сиру. | Om Nom Nom               | Om Nom Nom                | Om Nom Nom               | Om Nom Nom                                    | Om Nom Nom                                   | Om Nom Nom               | Om Nom Nom            |
| 235 | Зібрати 60,000 сиру. | *-*                      | *-*                       | *-*                      | *-*                                           | *-*                                          | *-*                      | *-*                   |
| 236 | Зібрати 65,000 сиру. | Cheese Addict            | Accro au Fromage          | Viciado em Queijo        | Сыроман                                       | Сироман                                      | Adicto al Queso          | Peynir Bağımlısı      |
| 237 | Зібрати 70,000 сиру. | Cheesus                  | Cheesus                   | Cheesus                  | Сыриисус                                      | Сироісус                                     | Cheesus                  | Cheesus               |
| 238 | Зібрати 75,000 сиру. | Queen of Cheese          | Reine du Fromage          | Rainha do Queijo         | Король Сыра или Королева Сыра                 | Король Сиру або Королева Сиру                | Reina del Queso          | Peynir Kraliçesi      |
| 93  | Зібрати 80,000 сиру. | MAH CHEESE!              | MON FROMAGE!              | MEU QUEIJO!              | МОЙ СЫЫЫР!                                    | МІЙ СИИИР!                                   | ¡MI QUEEEEESOOOOO!       | BENİM PEYNİRİM!       |

#### Зібрано сиру першим
| #   | Назва                       | Title (англ.)     | Titre (фр.)        | Título (порт.)    | Титул (рос.)       | Титул (укр.)      | Título (ісп.)      | Ünvan (тур.)      |
| --- | --------------------------- | ----------------- | ------------------ | ----------------- | ------------------ | ----------------- | ------------------ | ----------------- |
| 9   | Зібрати 1 сиру першим.      | Fast Mouse        | Souris Rapide      | Rato Veloz        | Быстрая Мышь       | Швидка Миша       | Ratón Veloz        | Hızlı Fare        |
| 10  | Зібрати 10 сиру першим.     | Agile Mouse       | Souris Agile       | Ligeirinho        | Проворная Мышь     | Спритна Миша      | Ratón Ágil         | Atik Fare         |
| 11  | Зібрати 100 сиру першим.    | Pirate Mouse      | Souris Pirate      | Rato Pirata       | Пират              | Пірат             | Ratón Pirata       | Korsan Fare       |
| 12  | Зібрати 200 сиру першим.    | Ninja Mouse       | Souris Ninja       | Rato Ninja        | Ниндзя             | Ніндзя            | Ratón Ninja        | Ninja Fare        |
| 42  | Зібрати 300 сиру першим.    | Rogue Mouse       | Souris Fripponne   | Rato Fanfarrão    | Мышь-разбойник     | Миша-розбійник    | Ratón Renegado     | Serseri Fare      |
| 43  | Зібрати 400 сиру першим.    | Looter            | Pilleuse           | Ladrão            | Грабитель          | Грабіжник         | Saqueador          | Yağmacı           |
| 44  | Зібрати 500 сиру першим.    | Stalker           | Traqueuse          | Perseguidor       | Сталкер            | Сталкер           | Acosador           | Takipçi           |
| 45  | Зібрати 600 сиру першим.    | Frothy Mouse      | Ecumeuse           | Rato Fútil        | Бешеная Мышь       | Божевільна Миша   | Ratón Rabioso      | Köpüklü Fare      |
| 46  | Зібрати 700 сиру першим.    | The Silent        | La Silencieuse     | O Silencioso      | Молчун             | Мовчун            | El Silencioso      | Suskun            |
| 47  | Зібрати 800 сиру першим.    | Hawk Mouse        | Souris Faucon      | Rato Falcão       | Ястреб             | Яструб            | Ratón Halcón       | Şahin Fare        |
| 48  | Зібрати 900 сиру першим.    | Cobra Mouse       | Souris Cobra       | Rato Cobra        | Кобра              | Кобра             | Ratón Cobra        | Kobra Fare        |
| 49  | Зібрати 1,000 сиру першим.  | Spidermouse       | Spidersouris       | Rato-Aranha       | Мышь-Паук          | Миша-Павук        | Spiderratón        | Örümcek Fare      |
| 50  | Зібрати 1,100 сиру першим.  | Quick Silver      | Vif Argent         | O Mito            | Quick Silver       | Quick Silver      | Mercurio           | Quick Silver      |
| 51  | Зібрати 1,200 сиру першим.  | Athletic Mouse    | Souris Athlétique  | Rato Atlético     | Атлет              | Атлет             | Ratón Atlético     | Atletik Fare      |
| 52  | Зібрати 1,400 сиру першим.  | Hasty Mouse       | Souris Hâtive      | Rato Apressado    | Шустрая Мышь       | Спритна Миша      | Ratón Precipitado  | Aceleci Fare      |
| 53  | Зібрати 1,600 сиру першим.  | Rocket Mouse      | Le Missile         | O Míssil          | Ракета             | Ракета            | Ratón Cohete       | Roket Fare        |
| 54  | Зібрати 1,800 сиру першим.  | Sonic The Mouse   | Sonic La Souris    | Sonic The Mouse   | Соник              | Сонік             | Sonic The Mouse    | Sonic The Mouse   |
| 55  | Зібрати 2,000 сиру першим.  | Pingless          | Meilleur Ping      | Pingless          | Пингер             | Пінгер            | Pingless           | Pingless          |
| 56  | Зібрати 2,200 сиру першим.  | Kamikaze          | Kamikaze           | Kamikaze          | Камикадзе          | Камікадзе         | Kamikaze           | Kamikaze          |
| 57  | Зібрати 2,400 сиру першим.  | Warrior Mouse     | Souris Guerrière   | Rato Guerreiro    | Мышь-воин          | Миша-воїн         | Ratón Guerrero     | Savaşçı Fare      |
| 58  | Зібрати 2,600 сиру першим.  | Mach 1            | Mach 1             | Mach 1            | 1 Mach             | 1 Mach            | Mach 1             | Mach 1            |
| 59  | Зібрати 2,800 сиру першим.  | Hunter            | Chasseresse        | Caçador           | Охотник            | Мисливець         | Cazador            | Avcı              |
| 60  | Зібрати 3,000 сиру першим.  | First!            | Prem's !           | Primeiro!         | 1!                 | 1!                | ¡Primero!          | Birinci!          |
| 61  | Зібрати 3,200 сиру першим.  | Sniper            | Sniper             | Sniper            | Снайпер            | Снайпер           | Sniper             | Sniper            |
| 62  | Зібрати 3,400 сиру першим.  | Flash             | Flash              | Flash             | Флэш               | Флеш              | Flash              | Flash             |
| 63  | Зібрати 3,600 сиру першим.  | Supermouse        | Supermouse         | Supermouse        | Супермышь          | Супермиша         | Supermouse         | Supermouse        |
| 64  | Зібрати 3,800 сиру першим.  | Light Speed       | Vitesse Lumière    | Velocidade da Luz | Скорость Света     | Швидкість Світла  | Velocidad Luz      | Işık Hızı         |
| 65  | Зібрати 4,000 сиру першим.  | Time Traveler     | Voyageuse Du Temps | Viajante do Tempo | Повелитель Времени | Повелитель Часу   | Viajero del Tiempo | Zaman Yolcusu     |
| 66  | Зібрати 4,500 сиру першим.  | Fast Wind         | Vent Rapide        | Tornado           | Быстрее Ветра      | Швидше Вітру      | Vendaval           | Hızlı Rüzgar      |
| 67  | Зібрати 5,000 сиру першим.  | E=MouseC²         | E=MouseC²          | E=MouseC²         | E=MouseC²          | E=MouseC²         | E=MouseC²          | E=MouseC²         |
| 68  | Зібрати 5,500 сиру першим.  | Jumper            | La Sauteuse        | Canguru           | Jumper             | Jumper            | Jumper             | Jumper            |
| 69  | Зібрати 6,000 сиру першим.  | The Untouchable   | L'Intouchable      | O Intocável       | Неприкасаемый      | Недоторканий      | El Intocable       | Dokunulmaz        |
| 231 | Зібрати 7,000 сиру першим.  | Dynamite          | Dynamite           | Dinamite          | Динамит            | Динаміт           | Dinamita           | Dinamit           |
| 232 | Зібрати 8,000 сиру першим.  | Speedmaster       | Vitesse Suprême    | Velocidade Máxima | Мастер Скорости    | Майстер Щвидкості | Maestro Veloz      | Hız Ustası        |
| 233 | Зібрати 9,000 сиру першим.  | Whirlwind         | Tornade            | Ventania          | Вихрь              | Вихор             | Torbellino         | Kasırga           |
| 70  | Зібрати 10,000 сиру першим. | Wall-Jumper       | Wall-Jumper        | Wall-Jumper       | Wall-Jumper        | Wall-Jumper       | Wall-Jumper        | Wall-Jumper       |
| 224 | Зібрати 12,000 сиру першим. | Sprinter          | Sprinter           | Corredor          | Спринтер           | Спринтер          | Velocista          | Koşucu            |
| 225 | Зібрати 14,000 сиру першим. | Batmouse          | Chauve Souris      | Batmouse          | Бэтмышь            | Бетмиша           | Batmouse           |                   |
| 226 | Зібрати 16,000 сиру першим. | The Unseen        | L'Invisible        | Invisível         | Невидимка          | Невидимка         | Imperseptible      | Görünmeyen        |
| 227 | Зібрати 18,000 сиру першим. | Unstoppable       | L'Instoppable      | Imparável         | Нон-стоп           | Нон-стоп          | Imparable          | Durdurulamaz      |
| 202 | Зібрати 20,000 сиру першим. | The Wind Master   | Maîtresse du Vent  | The Wind Master   | Мастер Скорости    | Майстер Швидкості | The Wind Master    | The Wind Master   |
| 228 | Зібрати 25,000 сиру першим. | ¡Ándale! ¡Ándale! | ¡Arriba! ¡Arriba!  | ¡Ándale! ¡Ándale! | ¡Ándale! ¡Ándale!  | ¡Ándale! ¡Ándale! | ¡Ándale! ¡Ándale!  | ¡Ándale! ¡Ándale! |
| 229 | Зібрати 30,000 сиру першим. | Torpedo           | La Torpille        | Torpedo           | Торпеда            | Торпеда           | Torpedo            | Torpido           |
| 230 | Зібрати 35,000 сиру першим. | Speedy Gorgonzola | Speedy Gorgonzola  | Speedy Gorgonzola | Speedy Gorgonzola  | Speedy Gorgonzola | Speedy Gorgonzola  | Speedy Gorgonzola |
| 71  | Зібрати 40,000 сиру першим. | LIGHTNING         | FOUDRE             | RELÂMPAGO         | МОЛНИЯ             | БЛИСКАВКА         | RELÁMPAGO          | YILDIRIM          |

#### Врятовані миші
| #   | Назва                    | Title (англ.)       | Titre (фр.)             | Título (порт.)     | Титул (рос.)                          | Титул (укр.)                          | Título (ісп.)        | Ünvan (тур.)        |
| --- | ------------------------ | ------------------- | ----------------------- | ------------------ | ------------------------------------- | ------------------------------------- | -------------------- | ------------------- |
| 1   | Врятовано 10 мишей.      | Shaman Disciple     | Disciple Chamane        | Aprendiz de Shaman | Шаман-ученик                          | Шаман-Учень                           | Aprendiz de Chamán   | Öğrenci Şaman       |
| 2   | Врятовано 100 мишей.     | Accomplished Shaman | Chamane Accomplie       | Shaman Graduado    | Опытный Шаман                         | Досвідчений Шаман                     | Chamán Graduado      | Başarılı Şaman      |
| 3   | Врятовано 1,000 мишей.   | Shaman              | Chamane                 | Shaman             | Шаман                                 | Шаман                                 | Chamán               | Şaman               |
| 4   | Врятовано 2,000 мишей.   | Shaman Master       | Maîtresse Chamane       | Mestre Shaman      | Шаман-мастер                          | Шаман-майстер                         | Maestro Chamán       | Usta Şaman          |
| 13  | Врятовано 3,000 мишей.   | Inspired Shaman     | Chamane Inspiré         | Shaman Inspirado   | Вдохновленный шаман                   | Натхненний шаман                      | Chamán Inspirado     | İlhamlı Şaman       |
| 14  | Врятовано 4,000 мишей.   | Shaman Champion     | Championne Chamane      | Shaman Campeão     | Шаман-чемпион                         | Шаман-чемпіон                         | Campeón Chamán       | Şampiyon Şaman      |
| 15  | Врятовано 5,000 мишей.   | Glorious Shaman     | Chamane Glorieuse       | Shaman Glorioso    | Прославленный шаман                   | Прославлений шаман                    | Cháman Glorioso      | Şanlı Şaman         |
| 16  | Врятовано 6,000 мишей.   | Shaman Duchess      | Duchesse Chamane        | Duquesa Shaman     | Герцог Шаман или Герцогиня Шаман      | Герцог Шаман або Герцогиня Шаман      | Chamán Duquesa       | Düşes Şaman         |
| 17  | Врятовано 7,000 мишей.   | Shaman Princess     | Princesse Chamane       | Princesa Shaman    | Принц Шаман или Принцесса Шаман       | Принц Шаман або Принцеса Шаман        | Princesa Chamán      | Prenses Şaman       |
| 18  | Врятовано 8,000 мишей.   | Shaman Empress      | Impératrice Chamane     | Imperatriz Shaman  | Император Щаман или Императрица Шаман | Імператор Шаман або Імператриця Шаман | Chamán Emperatriz    | İmparatoriçe Şaman  |
| 19  | Врятовано 9,000 мишей.   | Legendary Shaman    | Chamane Légendaire      | Shaman Lendário    | Легендарный Шаман                     | Легендарний Шаман                     | Chamán Legendario    | Efsanevi Şaman      |
| 20  | Врятовано 10,000 мишей.  | Immortal Shaman     | Chamane Immortelle      | Shaman Imortal     | Бессмертный Шаман                     | Безсмертний Шаман                     | Chamán Inmortal      | Ölümsüz Şaman       |
| 21  | Врятовано 11,000 мишей.  | The Chosen Shaman   | Chamane Élue            | O Shaman Escolhido | Избранный Шаман                       | Обраний Шаман                         | El Chamán Elegido    | Seçilmiş Şaman      |
| 22  | Врятовано 12,000 мишей.  | Holy Shaman         | Chamane Sacrée          | Shaman Sagrado     | Святой Шаман                          | Святий Шаман                          | Chamán Sagrado       | Kutsal Şaman        |
| 23  | Врятовано 13,000 мишей.  | Shaman Oracle       | Oracle Chamane          | Shaman Oráculo     | Шаман-оракул                          | Шаман-оракул                          | Chamán Oráculo       | Kâhin Şaman         |
| 24  | Врятовано 14,000 мишей.  | Shaman Prophet      | Prophète Chamane        | Shaman Profeta     | Шаман-пророк                          | Шаман-пророк                          | Chamán Profeta       | Elçi Şaman          |
| 25  | Врятовано 15,000 мишей.  | Shamarvelous        | Chamagnifique           | Shaman Supremo     | Ошаманевший                           | Ошаманівший                           | Chamaravilloso       | Şamuhteşem          |
| 94  | Врятовано 16,000 мишей.  | Ancient Shaman      | Ancienne Chamane        | Shaman Ancião      | Древний Шаман                         | Древній Шаман                         | Chamán Ancestral     | Kadim Şaman         |
| 95  | Врятовано 18,000 мишей.  | Fearless Shaman     | Chamane Sans Peur       | Shaman Destemido   | Бесстрашный Шаман                     | Безстрашний Шаман                     | Chamán Valiente      | Korkusuz Şaman      |
| 96  | Врятовано 20,000 мишей.  | Almight Shaman      | Toute-Puissante Chamane | Shaman Divino      | Всемогущий Шаман                      | Всемогутній Шаман                     | Chamán Todopoderoso  | Müthiş Şaman        |
| 97  | Врятовано 22,000 мишей.  | Architect Shaman    | Chamane Architecte      | Shaman Arquiteto   | Шаман-архитектор                      | Шаман-архітектор                      | Chamán Arquitecto    | Mimar Şaman         |
| 98  | Врятовано 24,000 мишей.  | Mademoiselle        | Mademoiselle            | Mademoiselle       | Мадемуазель                           | Панна                                 | Mademoiselle         | Matmazel            |
| 99  | Врятовано 26,000 мишей.  | Lady Chamane        | Lady Chamane            | Madame Shaman      | Сэр Шаман или Леди Шаман              | Сер Шаман або Леді Шаман              | Dama Chamán          | Leydi Şaman         |
| 100 | Врятовано 28,000 мишей.  | Loved               | Aimée                   | Amado              | Любимая Мышь                          | Улюблена Миша                         | Amado                | Sevilen             |
| 101 | Врятовано 30,000 мишей.  | Magician            | Magicienne              | Mago               | Маг                                   | Маг                                   | Mago                 | Sihirbaz            |
| 102 | Врятовано 35,000 мишей.  | Hero of Mice        | Héroïne Des Souris      | Herói dos Ratos    | Герой Мышей                           | Герой Мишей                           | Héroe de los Ratones | Farelerin Kahramanı |
| 103 | Врятовано 40,000 мишей.  | Angel Shaman        | Ange Chamane            | Shaman Anjo        | Ангельский Шаман                      | Ангельський Шаман                     | Chamán Ángel         | Melek Şaman         |
| 104 | Врятовано 45,000 мишей.  | The Creator         | La Créatrice            | O Criador          | Создатель                             | Творець                               | El Creador           | Yaratıcı            |
| 105 | Врятовано 50,000 мишей.  | Absolute Shaman     | Chamane Absolute        | Shaman Absoluto    | Абсолютный Шаман                      | Абсолютний Шаман                      | Chamán Absoluto      | Mutlak Şaman        |
| 106 | Врятовано 55,000 мишей.  | Miraculous Shaman   | Chamane Miraculeuse     | Shaman Milagroso   | Чудотворный Шаман                     | Чудотворний Шаман                     | Chamán Milagroso     | Mucizevi Şaman      |
| 107 | Врятовано 60,000 мишей.  | Liberator           | Libératrice             | Libertador         | Освободитель                          | Визволитель                           | Liberador            | Kurtarıcı           |
| 108 | Врятовано 65,000 мишей.  | Troll Shaman        | CDM                     | Troll Shaman       | Тролль                                | Троль                                 | Chamán Troll         | Troll Şaman         |
| 109 | Врятовано 70,000 мишей.  | Ghost Shaman        | Chamane Fantôme         | Shaman Fantasma    | Призрачный Шаман                      | Примарний Шаман                       | Chamán Fantasma      | Hayalet Şaman       |
| 110 | Врятовано 75,000 мишей.  | Spirit              | Esprit                  | Espírito           | Дух                                   | Дух                                   | Espíritu             | Ruh                 |
| 111 | Врятовано 80,000 мишей.  | Demigodess Shaman   | Demi-Déesse Chamane     | Shaman Semideus    | Полубогиня-шаман                      | Полубогиня-шаман                      | Chamán Semidiosa     | Kahraman Şaman      |
| 112 | Врятовано 85,000 мишей.  | Last Hope           | Dernier Espoir          | Última Esperança   | Последняя Надежда                     | Остання Надія                         | La Última Esperanza  | Son Umut            |
| 113 | Врятовано 90,000 мишей.  | Redeemer            | Rédemptrice             | Redentor           | Спирит                                | Спиріт                                | Redentor             | Mesih               |
| 200 | Врятовано 100,000 мишей. | Goddess Shaman      | Goddess Shaman          | Deusa Shaman       | Шаман-полубог или Шаман-полубогиня    | Шаман-напівбог або Шаман-напівбогиня  | Chamán Diosa         | İlahe Şaman         |
| 114 | Врятовано 140,000 мишей. | Alpha & Omega       | Alpha & Omega           | Alpha & Omega      | Alpha & Omega                         | Alpha & Omega                         | Alpha & Omega        | Alpha & Omega       |

#### Врятовані миші у складному режимі
| #   | Назва                   | Title (англ.)   | Titre (фр.)  | Título (порт.) | Титул (рос.)          | Титул (укр.)       | Título (ісп.)   | Ünvan (тур.)   |
| --- | ----------------------- | --------------- | ------------ | -------------- | --------------------- | ------------------ | --------------- | -------------- |
| 213 | Врятовано 500 мишей.    | Decorator       | Décoratrice  | Decorator      | Декоратор             | Декоратор          | Decorador       | Dekoratör      |
| 214 | Врятовано 2,000 мишей.  | Builder         | Bâtisseuse   | Constructor    | Строитель             | Будівельник        | Constructor     | Müteahhit      |
| 215 | Врятовано 4,000 мишей.  | Manufacturer    | Fabricante   | Fabricante     | Промышленник          | Промисловець       | Fabricante      | Fabrikatör     |
| 216 | Врятовано 7,000 мишей.  | Technician      | Technicienne | Técnico        | Техник                | Технік             | Técnico         | Tekniker       |
| 217 | Врятовано 10,000 мишей. | Mechanic        | Mécanicienne | Mecânico       | Механик               | Механік            | Mecánico        | Makinist       |
| 218 | Врятовано 14,000 мишей. | Specialist      | Spécialiste  | Especialista   | Специалист            | Фахівець           | Especialista    | Uzman          |
| 219 | Врятовано 18,000 мишей. | Inventor        | Inventeur    | Inventor       | Изобретатель          | Винахідник         | Inventor        | Mucit          |
| 220 | Врятовано 22,000 мишей. | Engineer        | Ingénieur    | Engenheiro     | Инженер               | Інженер            | Engenheiro      | Mühendis       |
| 221 | Врятовано 26,000 мишей. | Inventive Mouse | L'Inventive  | Rato Inventor  | Изобретательный Шаман | Винахідливий Шаман | Ratón Inventor  | Yaratıcı Fare  |
| 222 | Врятовано 30,000 мишей. | Ingenious Mouse | L'Ingénieuse | Rato Engenhoso | Остроумный Шаман      | Дотепний Шаман     | Ingenious Mouse | Marifetli Fare |
| 223 | Врятовано 34,000 мишей. | Virtuoso        | Virtuose     | Virtuoso       | Виртуоз               | Віртуоз            | Virtuoso        | Virtuoso       |

#### Врятовані миші у божественному режимі
| #   |                         | Title (англ.)   | Titre (фр.)          | Титул (рос.)    | Титул (укр.)   | Titulo (ісп.)        |
| --- | ----------------------- | --------------- | -------------------- | --------------- | -------------- | -------------------- |
| 324 | Врятовано 500 мишей.    | Smart           | Débrouillard         | Умняша          | Умняша         | Inteligente          |
| 325 | Врятовано 1,000 мишей.  | Scientist       | Scientifique         | Ученый          | Вчений         | Científico           |
| 326 | Врятовано 2,000 мишей.  | Mice's Friend   | Ami des Souris       | Друг Мышей      | Товариш Мишей  | Amigo de los Ratones |
| 327 | Врятовано 4,000 мишей.  | Professor       | Professeur           | Профессор       | Професор       | Profesor             |
| 328 | Врятовано 7,000 мишей.  | Designer        | Designer             | Дизайнер        | Дизайнер       | Diseñador            |
| 329 | Врятовано 10,000 мишей. | Mysterious      | Mystérieux           | Загадка         | Загадка        | Misterioso           |
| 330 | Врятовано 15,000 мишей. | Shamazing       | Shamazing            | Ошаманительный  | Ошаманівший    | Misterioso           |
| 331 | Врятовано 20,000 мишей. | Cheese Detector | Détecteur de Fromage | Детектор Сыра   | Детектор Сиру  | Detector de quesos   |
| 332 | Врятовано 25,000 мишей. | The Brain       | Cortex               | Мозг            | Мізки          | El Cerebro           |
| 333 | Врятовано 30,000 мишей. | Majestic        | Majestueux           | Ваше Величество | Ваша Високість | Majestuoso           |
| 334 | Врятовано 40,000 мишей. | Divinity        | Divinité             | Божество        | Божество       | Divinidad            |

#### Титули за проходження bootcamp
| #   |                             | Title (англ.)    | Titre (фр.)          | Титул (рос.)      | Титул (укр.)       | Titulo (ісп.)      |
| --- | --------------------------- | ---------------- | -------------------- | ----------------- | ------------------ | ------------------ |
| 256 | Пройдено 1 bootcamp карту   | Rookie           | Débutant             | Нуб               | Нуб                | Novato             |
| 257 | Пройдено 3 bootcamp карти   | Neophyte         | Néophyte             | Неофит            | Неофіт             | Principiante       |
| 258 | Пройдено 5 bootcamp карт    | Private          | Soldat               | Рядовой           | Рядовий            | Soldado            |
| 259 | Пройдено 7 bootcamp карт    | Deft Mouse       | Funambule            | Ловкая Мышь       | Швидка Миша        | Ratón Habilidoso   |
| 260 | Пройдено 10 bootcamp карт   | Solo Artist      | Artiste Solitaire    | Соло              | Соло               | Artista Solitario  |
| 261 | Пройдено 15 bootcamp карт   | Corporal         | Caporal              | Капрал            | Капрал             | Corporal           |
| 262 | Пройдено 20 bootcamp карт   | Accurate Mouse   | Souris Précise       | Точная Мышь       | Точна Миша         | Ratón Preciso      |
| 263 | Пройдено 25 bootcamp карт   | Bootcamper       | Bootcampeur          | Буткампер         | Буткампер          | Bootcamper         |
| 264 | Пройдено 30 bootcamp карт   | Sergeant         | Sergent              | Сержант           | Сержант            | Sargento           |
| 265 | Пройдено 40 bootcamp карт   | Corner Jumper    | Glisseuse            | Corner Jumper     | Corner Jumper      | Corner Jumper      |
| 266 | Пройдено 50 bootcamp карт   | Skilled Mouse    | Souris Expérimentée  | На скилле         | На скіллі          | Ratón Experto      |
| 267 | Пройдено 60 bootcamp карт   | Lieutenant       | Lieutenant           | Лейтенант         | Лейтенант          | Teniente           |
| 268 | Пройдено 70 bootcamp карт   | Longjumper       | Longjumper           | Lognjumper        | Longjumper         | Longjumper         |
| 269 | Пройдено 80 bootcamp карт   | Incredimouse     | Souris Incroyable    | Невероятная Мышь  | Неймовірна Миша    | Ratón Increible    |
| 270 | Пройдено 90 bootcamp карт   | Bootcamp Addict  | Accro du Bootcamp    | Буткампаголик     | Буткампоголік      | Adicto al bootcamp |
| 271 | Пройдено 100 bootcamp карт  | Captain          | Capitaine            | Капитан           | Капітан            | Capitán            |
| 272 | Пройдено 120 bootcamp карт  | Dexterous Mouse  | Souris Adroite       | Способная Мышь    | Здатна Миша        | Ratón Diestro      |
| 273 | Пройдено 140 bootcamp карт  | Maniac           | Maniaque             | Маньяк            | Маньяк             | Maníaco            |
| 274 | Пройдено 160 bootcamp карт  | Major            | Commandant           | Майор             | Майор              | Comandante         |
| 275 | Пройдено 180 bootcamp карт  | Cheese Artist    | Artiste Fromager     | Сырный Артист     | Сирний Артист      | Artista del Queso  |
| 276 | Пройдено 200 bootcamp карт  | Acrobat          | Acrobate             | Акробат           | Акробат            | Acróbata           |
| 277 | Пройдено 250 bootcamp карт  | Colonel          | Colonel              | Полковник         | Полковник          | Coronel            |
| 278 | Пройдено 300 bootcamp карт  | Shortcutter      | Souris Rusée         | Shortcutter       | Shortcutter        | Shortcutter        |
| 279 | Пройдено 350 bootcamp карт  | Tarzan           | Tarzan               | Тарзан            | Тарзан             | Tarzán             |
| 280 | Пройдено 400 bootcamp карт  | General          | Général              | Генерал           | Генерал            | General            |
| 281 | Пройдено 500 bootcamp карт  | Living Legend    | Légende Vivante      | Живая Легенда     | Жива Легенда       | Leyenda Viviente   |
| 282 | Пройдено 600 bootcamp карт  | Stuntmouse       | Cascadeur            | Трюкач            | Трюкач             | Ratón Acrobático   |
| 283 | Пройдено 700 bootcamp карт  | Pro              | Pro                  | Про               | Про                | Pro                |
| 284 | Пройдено 800 bootcamp карт  | Chuck Souris     | Chuck Souris         | Chuck Souris      | Chuck Souris       | Chuck Souris       |
| 285 | Пройдено 900 bootcamp карт  | King of Bootcamp | Roi du Bootcamp      | Король Буткампа   | Король Буткампа    | Rey del Bootcamp   |
| 286 | Пройдено 1000 bootcamp карт | Gravity Master   | Maître de la Gravité | Мастер Гравитации | Майстер Гравітації | Gravity Master     |

#### Придбано аксесуарів
| #   | Назва                              | Title (англ.)   | Titre (фр.)      | Título (порт.) | Титул (рос.)       | Титул (укр.)       | Título (ісп.)    | Ünvan (тур.)   |
| --- | ---------------------------------- | --------------- | ---------------- | -------------- | ------------------ | ------------------ | ---------------- | -------------- |
| 115 | Придбано 1 аксесуар у магазині.    | Nice Mouse      | Jolie Souris     | Rato Descolado | Милашка            | Милашка            | Ratón Bonito     | Hoş Fare       |
| 116 | Придбано 2 аксесуари у магазині.   | Adorable Mouse  | Souris Adorable  | Rato Adorável  | Прелесть           | Принадність        | Ratón Adorable   | Sevimli Fare   |
| 117 | Придбано 4 аксесуари у магазині.   | Charming Mouse  | Souris Charmante | Rato Charmoso  | Обаяшка            | Обаяшка            | Ratón Encantador | Çekici Fare    |
| 118 | Придбано 6 аксесуарів у магазині.  | Pretty Mouse    | Souris Coquette  | Rato Atraente  | Красотка           | Красуня            | Ratón Precioso   | Güzel Fare     |
| 119 | Придбано 8 аксесуарів у магазині.  | Cute Mouse      | Souris Mignonne  | Rato Bonitinho | Няшка              | Няшка              | Ratón Tierno     | Tatlı Fare     |
| 120 | Придбано 10 аксесуарів у магазині. | Frivolous Mouse | Souris Frivole   | Rato Galã      | Казанова           | Казанова           | Ratón Frívolo    | Fingirdek Fare |
| 121 | Придбано 12 аксесуарів у магазині. | Snob Mouse      | Souris Snob      | Rato Esnobe    | Сноб               | Сноб               | Ratón Presumido  | Züppe Fare     |
| 122 | Придбано 14 аксесуарів у магазині. | Stylish Mouse   | Souris à la Mode | Rato Estiloso  | Стиляга            | Стиляга            | Ratón con Estilo | Havalı Fare    |
| 123 | Придбано 16 аксесуарів у магазині. | Actress Mouse   | Souris Actrice   | Diva           | Актер или Актриса  | Актор або Актриса  | Ratona Actriz    | Artist Fare    |
| 124 | Придбано 18 аксесуарів у магазині. | Fashion Mouse   | Souris Fashion   | Rato Fashion   | Модник или Модница | Модник або Модниця | Ratón a la Moda  | Modacı Fare    |
| 125 | Придбано 20 аксесуарів у магазині. | Sexy            | Sexy             | Sexy           | Секси              | Сексі              | Sexy             | Sexy           |
| 126 | Придбано 22 аксесуара у магазині.  | SuperStar       | SuperStar        | SuperStar      | Суперзвезда        | Суперзірка         | SuperStar        | SuperStar      |

#### Отримані серця на Різдво
| #   | Назва                     | Title (англ.)    | Titre (фр.)      | Título (порт.)    | Титул (рос.)        | Титул (укр.)       | Título (ісп.)    | Ünvan (тур.)     |
| --- | ------------------------- | ---------------- | ---------------- | ----------------- | ------------------- | ------------------ | ---------------- | ---------------- |
| 127 | Поцілунок на Різдво.      | Little Snowflake | Petit Flocon     | Floquinho de Neve | Маленькая Снежинка  | Маленька Сніжинка  | Little Snowflake | Little Snowflake |
| 128 | 5 поцілунків на Різдво.   | Christmas Spirit | Esprit de Noël   | Espírito Natalino | Рождественский дух  | Різдвяний дух      | Christmas Spirit | Christmas Spirit |
| 129 | 15 поцілунків на Різдво.  | Little Pixie     | Petit Lutin      | Duende            | Мелкая Пикси        | Маленьке Бісенятко | Little Pixie     | Little Pixie     |
| 130 | 30 поцілунків на Різдво.  | Santa Claus      | Papa Noël        | Papai Noel        | Санта Клаус         | Санта Клаус        | Santa Claus      | Santa Claus      |
| 240 | 45 поцілунків на Різдво.  | Cookies          | Cookies          | Cookies           | Печенье             | Печиво             | Cookies          | Cookies          |
| 241 | 60 поцілунків на Різдво.  | Christmas Cake   | Gâteau de Noël   | Christmas Cake    | Рождественский торт | Різдвяний торт     | Christmas Cake   | Christmas Cake   |
| 242 | 85 поцілунків на Різдво.  | Whitebeard       | Barbe Blanche    | Whitebeard        | Whitebeard          | Whitebeard         | Whitebeard       | Whitebeard       |
| 243 | 100 поцілунків на Різдво. | Generous         | Généreuse        | Generous          | Щедрый              | Щедрий             | Generoso         | Generous         |
| 244 | 120 поцілунків на Різдво. | Snowy            | L'Enneigé        | Snowy             | Снежный             | Сніжний            | Snowy            | Snowy            |
| 245 | 200 поцілунків на Різдво. | Snowstorm        | Tempête de Neige | Snowstorm         | Метель              | Заметіль           | Snowstorm        | Snowstorm        |

### Отримані подарунки (на День Святого Валентина)
| #   | Назва                   | Title (англ.)  | Titre (фр.)     | Título (порт.) | Титул (рос.)        | Титул (укр.)      | Título (ісп.)  | Ünvan (тур.)   |
| --- | ----------------------- | -------------- | --------------- | -------------- | ------------------- | ----------------- | -------------- | -------------- |
| 210 | Отримати 1 подарунок.   | Alluring Mouse | Aguicheuse      | Rato Sedutor   | Очаровательная мышь | Чарівна миша      | Ratón Seductor | Alımlı Fare    |
| 211 | Отримати 5 подарунків.  | Temptress      | Tentatrice      | Rata Atraente  | Соблазнительница    | Спокусниця        | Tentadora      | Baştan Çıkaran |
| 212 | Отримати 10 подарунків. | Latin Lover    | Latin Lover     | Latin Lover    | Латинская любовница | Латинська коханка | Latin Lover    | Latin Lover    |
| 249 | Отримати 20 подарунків. | Omelettovore   | Omelettovore    | Omelettovore   | Omelettovore        | Omelettovore      | Omelettovore   | Omelettovore   |
| 250 | Отримати 25 подарунків. | My Cutie Pie   | Mon Petit Sucre | My Cutie Pie   | Мой милый пирожок   | Мій милий пиріжок | My Cutie Pie   | My Cutie Pie   |
| 251 | Отримати 30 подарунків. | Fiancée        | Fiancée         | Fiancée        | Невеста             | Наречена          | Fiancée        | Fiancée        |

#### Косплей 2011
| #   | Назва                    | Title (англ.)     | Titre (фр.)       | Título (порт.)    | Титул (рос.)      | Титул (укр.)     | Título (ісп.)     | Ünvan (тур.)      |
| --- | ------------------------ | ----------------- | ----------------- | ----------------- | ----------------- | ---------------- | ----------------- | ----------------- |
| 248 | Перемога у конкурсі.     | Miss Transformice | Miss Transformice | Miss Transformice | Miss Transformice | Міс Transformice | Miss Transformice | Miss Transformice |
| 247 | Місце у фіналі конкурсу. | Foxy              | Foxy              | Foxy              | Foxy              | Foxy             | Foxy              | Foxy              |
| 246 | Участь у конкурсі.       | Dauphine          | Dauphine          | Dauphine          | Dauphine          | Dauphine         | Dauphine          | Dauphine          |